# College Den Hulster
College Den Hulster is een brede scholengemeenschap in Venlo-Zuid, waar haar campus aan de Hagerhofweg is gevestigd. De school biedt naast het reguliere vwo, havo en vmbo ook tweetalig onderwijs Engels en voorts diverse faciliteiten aan leerlingen met extra talent of interesse voor theater, kunst, ict, techniek, sport en wetenschap.
De school begon in 1880 als Rijks-HBS aan het Gaasplein (later Mgr. Nolensplein) in het centrum van Venlo. Sinds 1996 maakt College Den Hulster deel uit van Onderwijsgemeenschap Venlo & Omstreken (OGVO), samen met het Blariacumcollege en het Valuascollege. 

## Naam
De naam 'Den Hulster' verwijst naar de monumentale banhoeve Hulsforthof op de grens van Venlo en Tegelen.

## Geschiedenis van de Venlose stadsschool
College Den Hulster kent (als stedelijke middelbare school) een lange (voor)geschiedenis, die tot in de 17e eeuw terugvoert. De verre voorloper van de huidige school is in 1621 gesticht door de humanist Erycius Puteanus, die haar overdroeg aan de orde der Kruisheren. Na 1880 was haar opvolger te Venlo als Rijks- H.B.S. lange tijd de enige school voor voortgezet onderwijs voor zowel jongens als meisjes.

### Stedelijke school
In de Franse tijd namen de bezetters deze school van de Kruisheren over als 'École secondaire', maar plaatsten haar drie jaar later als 'Stedelijk College' onder toezicht van de Luikse Academie. Wegens geldgebrek werd deze school in 1817 opgeheven.

### Hogere Stadsschool, Rijks-HBS en RSG

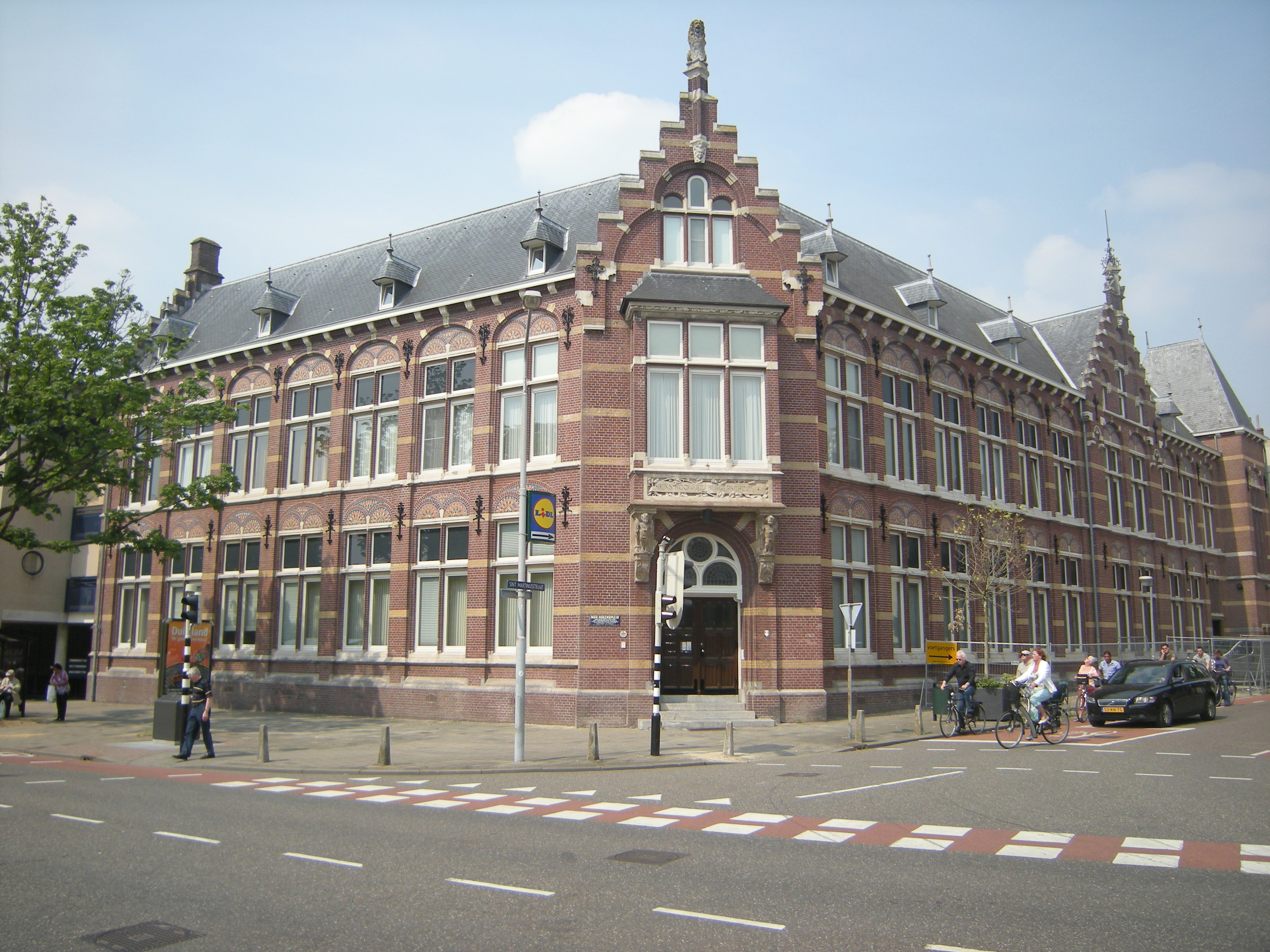
Voormalige Rijks-HBS/RSG aan het Mgr. Nolensplein

In 1834 werd de Hogere Stadsschool opgericht, die in 1865 werd omgedoopt tot driejarige H.B.S. Deze werd wegens financiële problemen in 1880 door het rijk overgenomen. 
De school betrok een nieuw (en nu nog bestaand) karakteristiek gebouw aan het Mgr. Nolensplein – een rijksmonument, waarin zij een eeuw gehuisvest is geweest. Meer dan een eeuw nam deze Rijksschool de plaats van de oude stadsschool in.
Rond 1975 kende 'de Rijks' meerdere locaties waar les gegeven werd. Hoofdlocatie (met name havo en vwo) was aan het Mgr. Nolensplein, waar aan de achterzijde ook gymles gegeven werd in de oude gymzaal. Verder werd er gymles gegeven aan de gymzaal in de Valuasstraat, waar tot 2019 de Turkse moskee gevestigd was, en op het sportpark Herungerberg. De lessen voor de mavo werden voor het merendeel gegeven in een noodgebouw aan de Veestraat te Venlo, naast het speelterrein van de Torffeldschool (later Het Törfke). De brugklassen kregen vooral les in de vroegere gemeentelijke mavo aan de Julianastraat (de "Duitse School"). Ten behoeve daarvan waren er aan de achterzijde noodlokalen gebouwd. Tekenen en handvaardigheid kon destijds (zonder daglicht) gevolgd worden in de kelder aan de Begijnengang, onder de bibliotheek. 
In 1977 verhuisde de school naar de zuidkant van Venlo, waarbij ze de naam 'Rijksscholengemeenschap Den Hulster' aannam.

### College
In 1991 kwam de school terug aan de gemeente Venlo, waarmee de school weer als vanouds een Stedelijk College werd. In 1995 fuseerde zij met het St. Maartenscollege in Tegelen, een fusieschool in de tachtiger jaren van de vorige eeuw ontstaan door diverse fusies van mavo’s en scholen voor vbo. 
Tot en met het schooljaar 2006/2007 bestond de school uit 4 locaties: twee in Tegelen (op De Breuken en in de Bergstraat) en twee in Venlo (aan de Waterhoenstraat en de Casinoweg). De locatie Casinoweg was van tijdelijke aard en was het oorspronkelijke Marianumcollege. De locatie aan de Waterhoenstraat is verbouwd en sinds september 2007 zijn alle vroegere locaties hier gevestigd in één gebouw. De school telt ongeveer 2300 leerlingen.

## Niveaus
Op College Den Hulster worden de volgende niveaus onderwezen:
- vmbo
- havo
- vwo

De school biedt tweetalig onderwijs Engels aan, voor leerlingen van het havo en het vwo.
Tevens is Den Hulster een zogenaamde LOOT-school. Hierbij worden topsporters geholpen om hun studie met sport te combineren.
Op College Den Hulster is sinds kort ook een nieuwe zogenaamde Technasium stroom. Hierbij worden kinderen vanuit de brugklas geprikkeld voor de techniek. Belangrijke bedrijven zoals Océ, dat een sterke band met College Den Hulster heeft, zijn geïnteresseerd in dit project en bedenken kleine projecten, waarin scholieren problemen zoals de bediening van apparatuur kunnen aanpakken.

## Oud-directeuren/-rectoren/campusdirecteur
- S. van der Meer (1911-1932)

- Dr. J. van Vroonhoven (1932-1946)

- Dr. J.J. Vrijling (1946-1963)

- Drs. J. A. de Vries (1963-1965)

- Drs. J.R.P.W. Cooymans (1966-1988)[2]

- Mw. J.H.B. Meerburg-Bosma (1989-)

- Mw. I. Heere, rector/campusdirecteur (2014-2020)

## Bekende leerlingen
Bekende Nederlanders die ooit op College Den Hulster hebben gezeten zijn:
- Glenn Corneille (de grote aula is nu naar Corneille vernoemd)
- Niels Fleuren
- Willem Janssen
- Ruben Kogeldans (de gemeentelijke sportaccommodatie die aan College Den Hulster grenst heet 'Ruben Kogeldans Sporthal')
- Rachid Ofrany
- Ferry de Regt
- Boris Titulaer
- Lex Uiting
- Lynn Wilms
- Evert Linthorst
- Simon Janssen
- Tim Braem

## VVV-Venlo
College Den Hulster werkt nauw samen met de betaalde voetbalclub VVV-Venlo. Zo krijgen jonge talenten van de club een aangepast rooster waardoor ze meer tijd hebben om te trainen. Willem Janssen, Niels Fleuren, Ferry de Regt en Rachid Ofrany  zijn voorbeelden van spelers die nu in het betaald voetbal spelen of gespeeld hebben en die op Den Hulster hebben gezeten.